# Gerard Moerdijk
Gerard Leendert Pieter Moerdijk, également connu sous le nom de Gerard Moerdyk en afrikaans, né le 4 mars 1890 à Zwaershoek près de Nylstroom dans le Transvaal et mort le 29 mars 1958 à Nylstroom, est un architecte sud-africain.
Sa réalisation la plus connue est le Voortrekker Monument à Pretoria. 

## Biographie

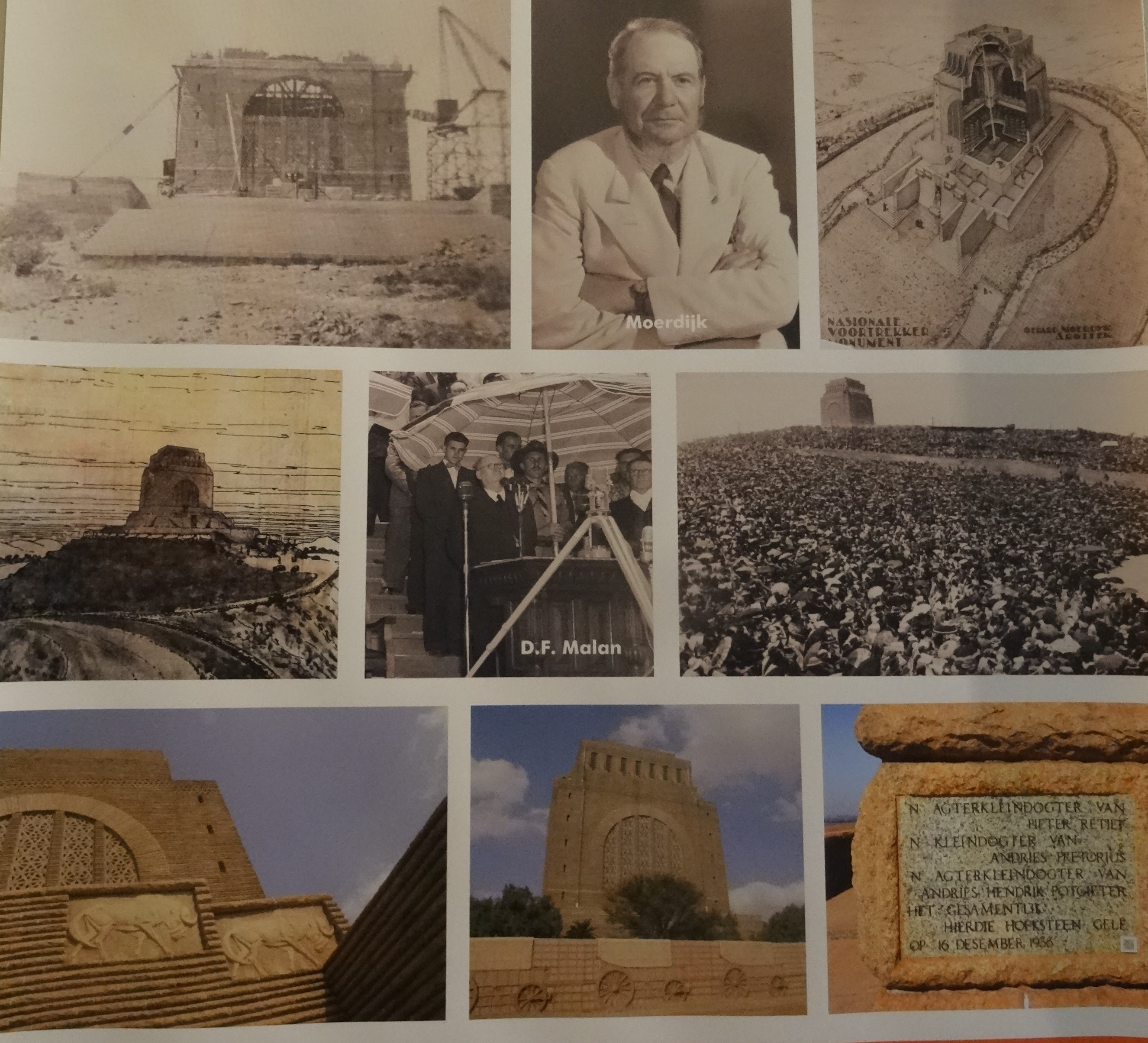
Gerard Moerdijk et la construction du Voortrekker Monument, la plus connue de ses réalisations

Gerard Moerdijk est né dans la république sud-africaine du Transvaal en 1890 de parents néerlandais immigrés en Afrique du Sud en 1888. 
Durant la seconde guerre des Boers (1899-1902), Gerard Moerdijk (âgé de 10 ans) fut interné dans le camp de concentration britannique de Standerton avec sa mère, ses deux frères et ses deux sœurs. La famille entière survécut. 
Après la guerre, les Moerdijk s'installèrent à Pretoria où Gerard suivit une scolarité à la future prestigieuse Pretoria Boys High School. Diplômé du bac avec mention en 1909, il suit des études d'architecture en Angleterre, en France et en Italie où il se spécialise dans l'architecture renaissance et romaine. 
Moerdijk fut le premier Sud-africain membre de la Royal Institute of British Architects.
De retour en Afrique du Sud en 1913, sa première commande est la construction de l'église de Bothaville qu'il reçoit après être arrivé premier à un concours. Il reçoit par la suite plus de 80 commandes d'églises qu'il dessine en incorporant des éléments de l'architecture traditionnelle néerlandaise du Cap (« Cape Dutch »). 
Il construit également d'innombrables banques, hôpitaux, hôtels de ville et maisons particulières. On relèvera notamment le « Mahlamba Ndlopfu » (l'actuelle résidence officielle du président sud-africain), la « Reserve Bank » de Bloemfontein, les bâtiments de l'université de Pretoria, la « Old Merensky Library » et la « Edoardo Villa Museum ». 
La construction du Voortrekker Monument à partir de 1938 constitue son chef-d'œuvre le plus emblématique. 

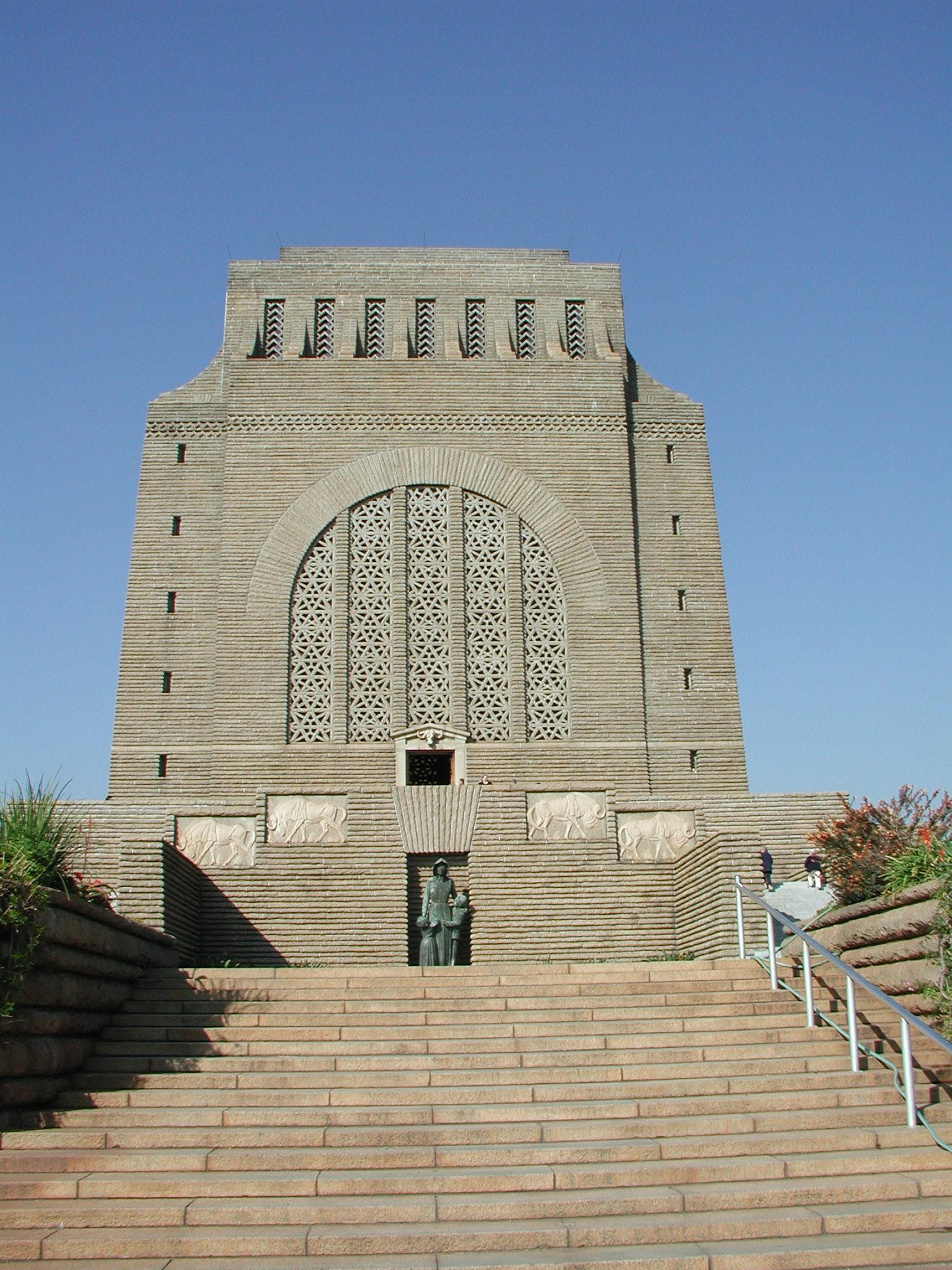
Voortrekker Monument
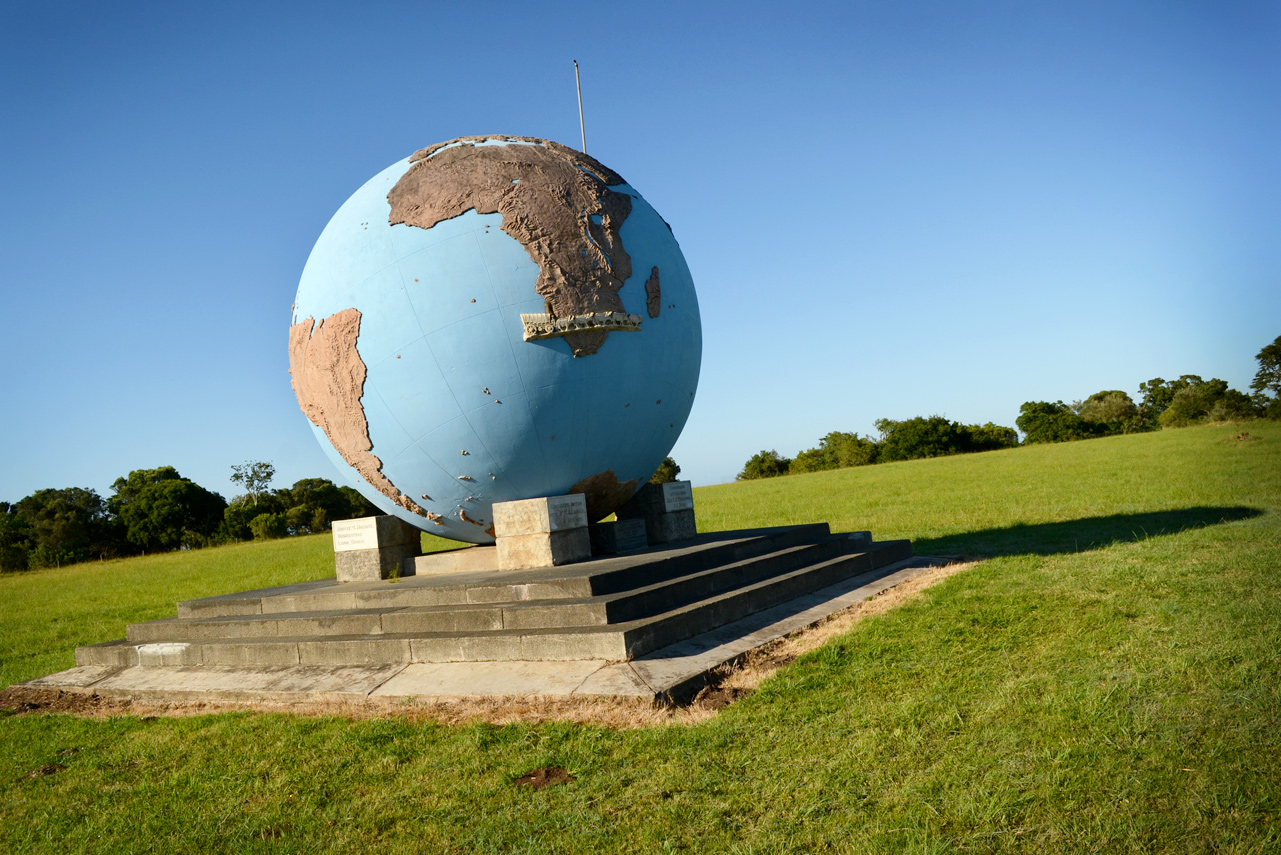
Le Karel Landman Memorial (1939),  dédié aux Voortrekkers et au grand trek
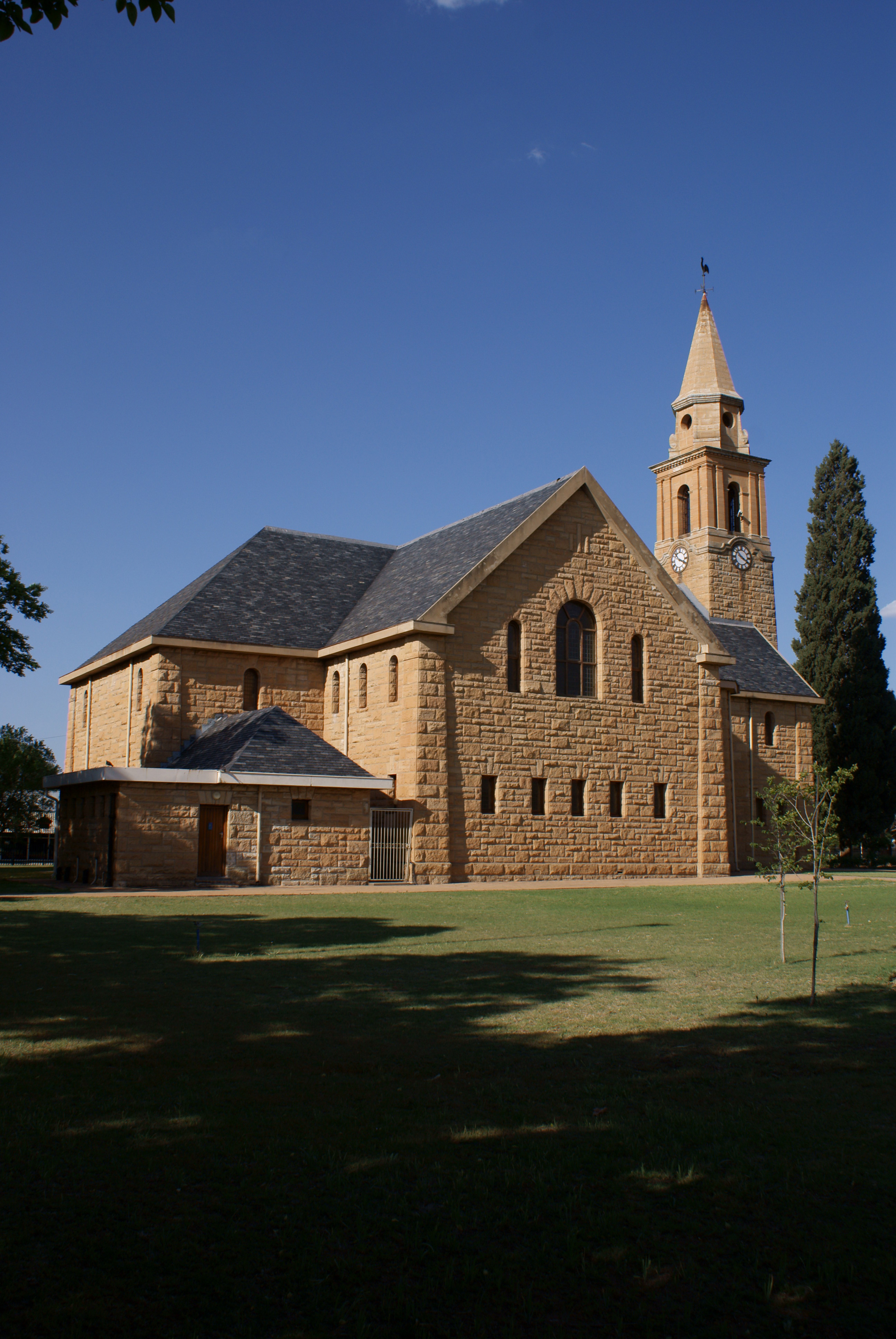
Église de Bothaville
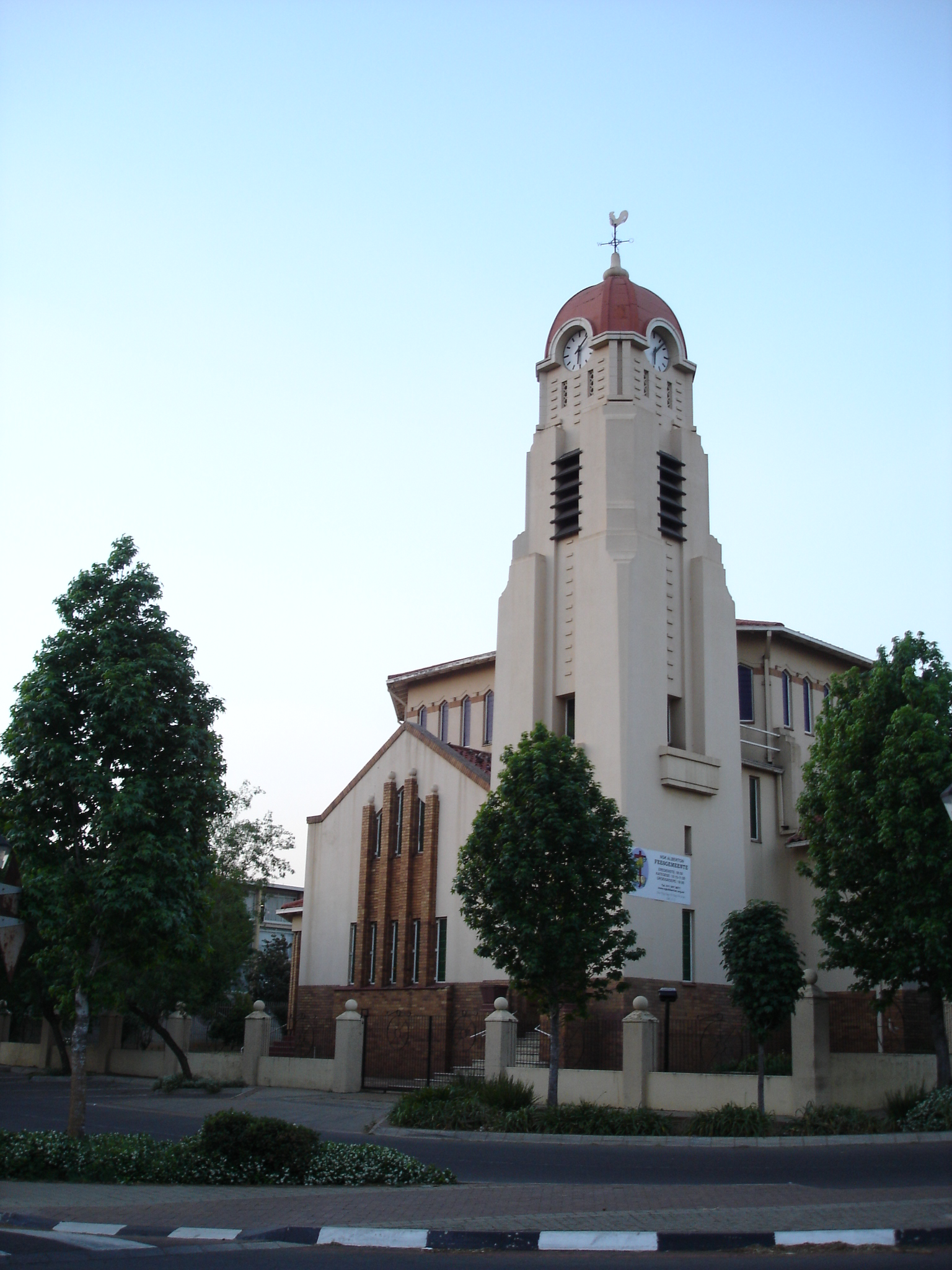
Église réformée néerlandaise d'Alberton
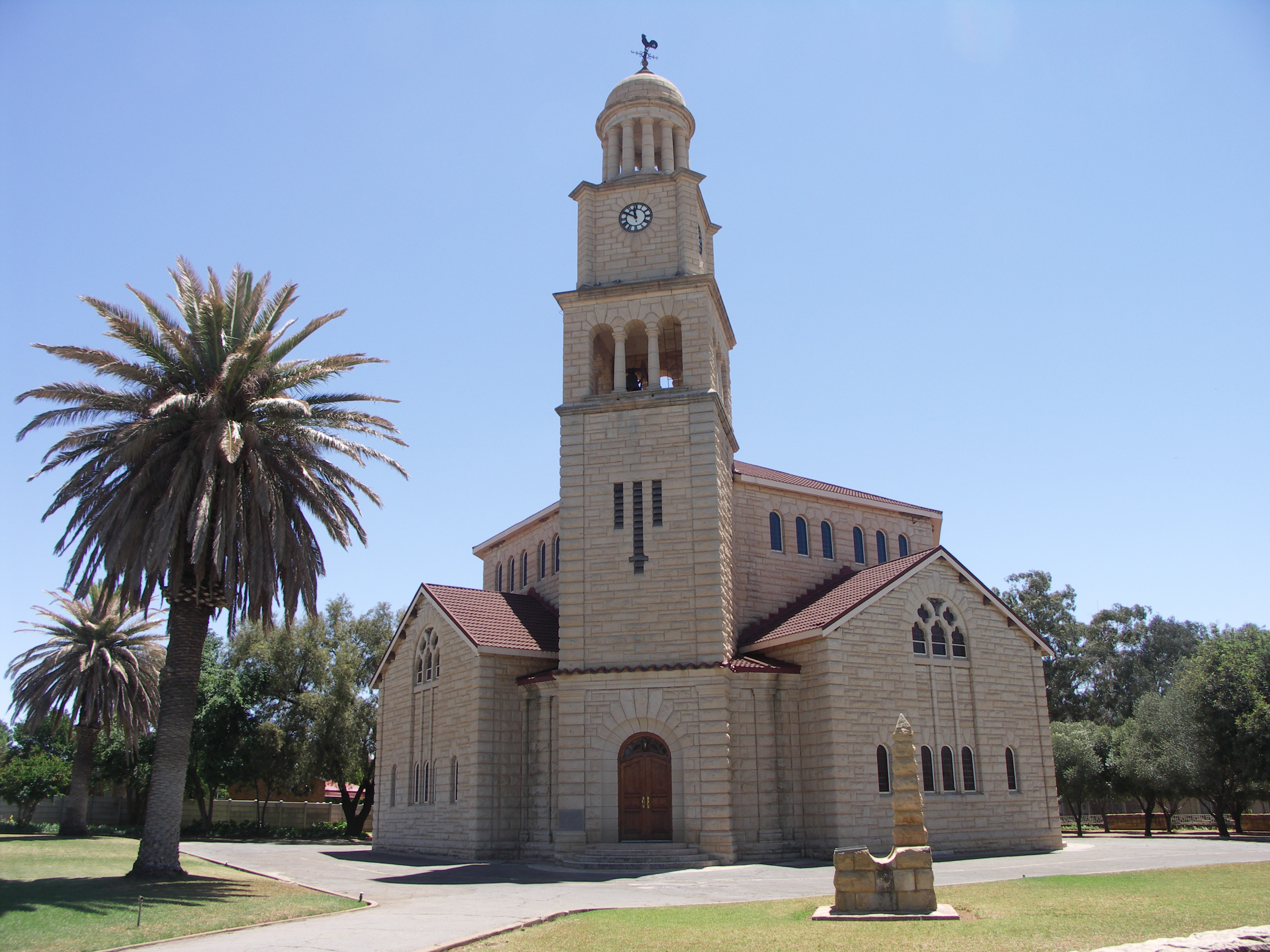
Église réformée néerlandaise de Wolmaransstad
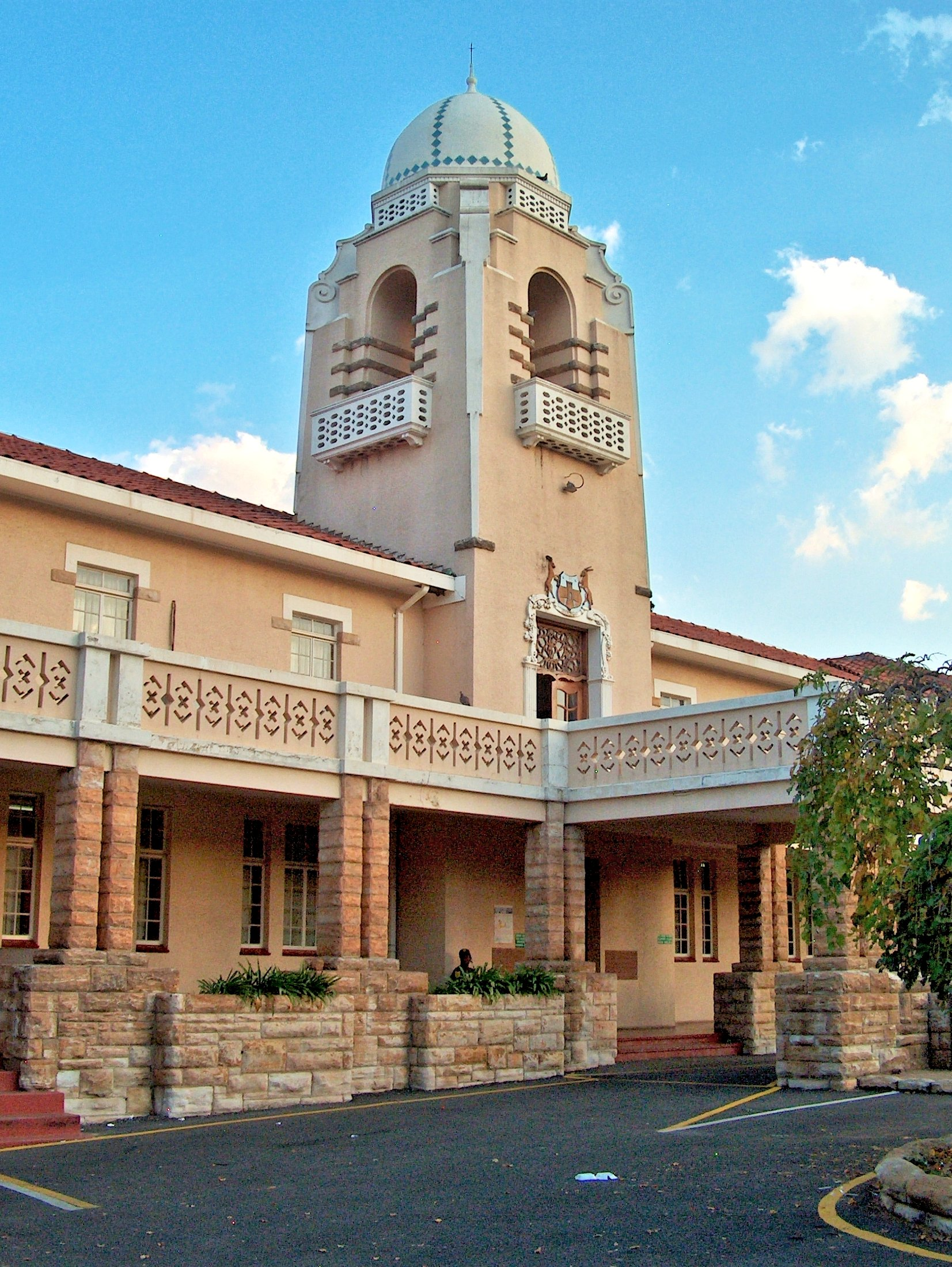
Hotel de ville d'Heidelberg
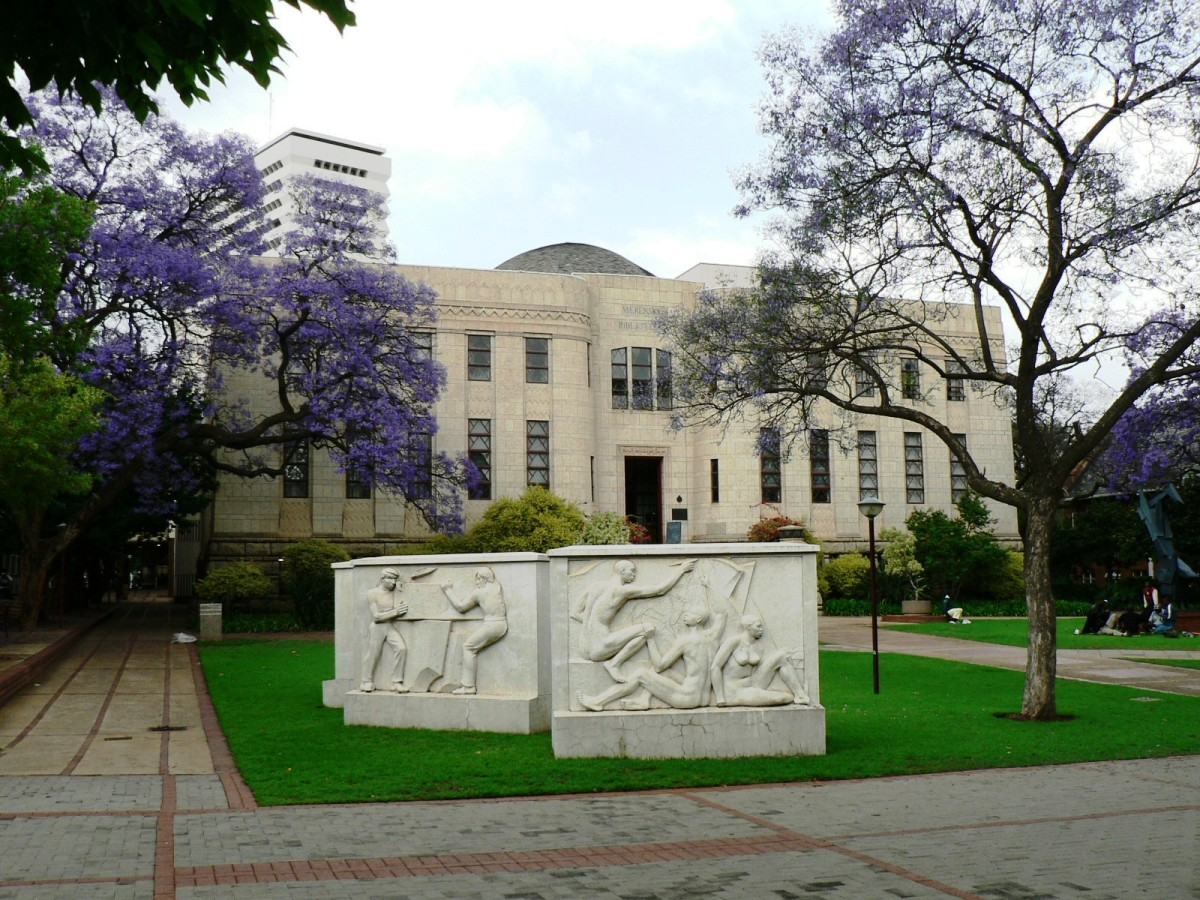
Bibliothèque Merensky à Pretoria
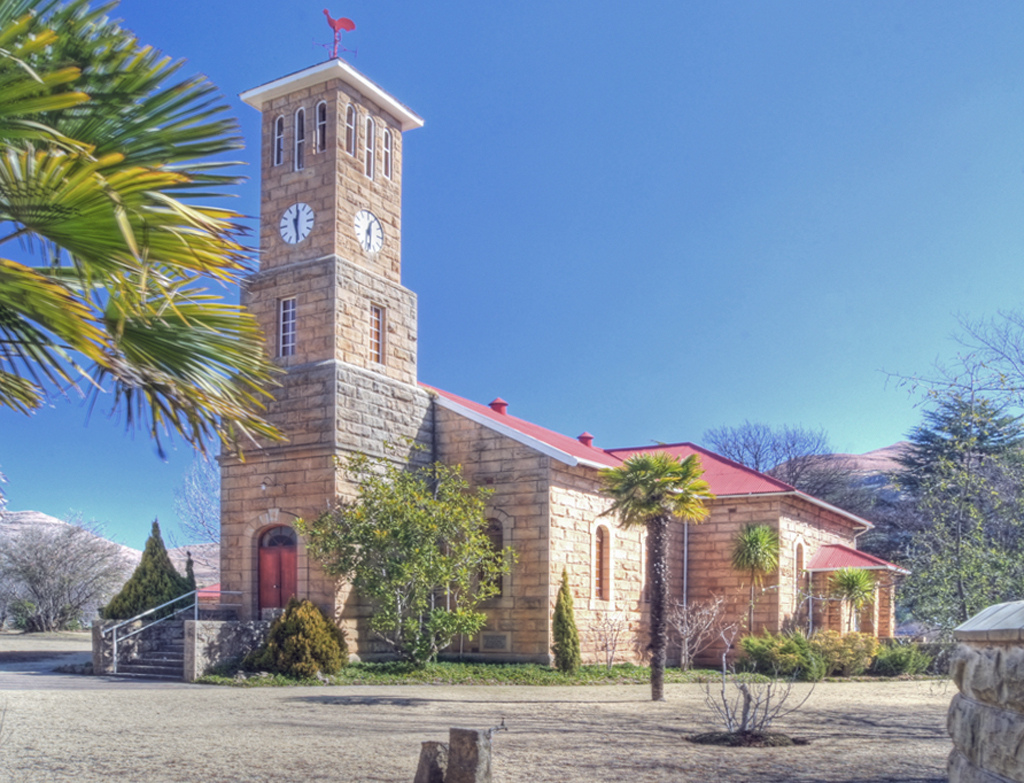
Église réformée néerlandaise de Clarens
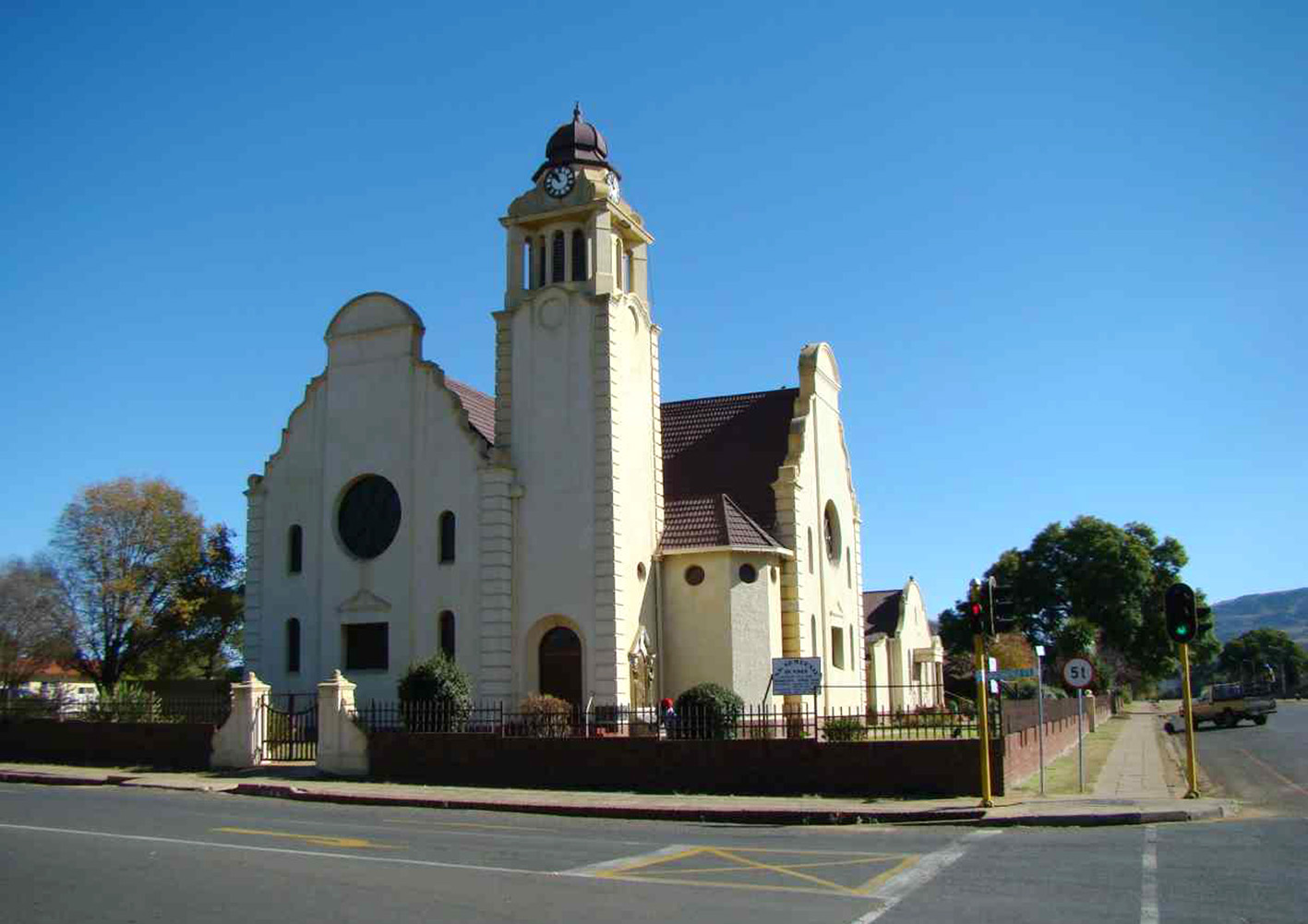
Église réformée néerlandaise de Dundee

## Hommages
- "Gerard Moerdyk Restaurant" dans le quartier d'Arcadia à Pretoria, situé dans une maison construite en 1920 par l'architecte pour sa femme comme cadeau de mariage.
- "Gerard Moerdyk Street" dans le quartier de Sunnyside à Pretoria où se situe le "village d'artistes" (Overzicht Artists' Village).